# Копенгагенский университет
Копенга́генский университе́т (дат. Københavns Universitet) — один из самых старых университетов и самое большое учебно-исследовательское учреждение в Дании. Основан в 1479 году королём Кристианом I. Вначале функционировал лишь богословский факультет. В 1736 году был создан юридический факультет (в 1848 году был расширен и получил название государственно-правового). В 1788 году основаны философский и медицинский факультеты, в 1850 году — естественно-математический.
Согласно обзору образовательных учреждений журнала TIME, Копенгагенский университет занимает 66 место в мире и 20 в Европе. В обзоре также отмечается, что Гуманитарный факультет находится на 18 месте в мире, а факультет общественных наук входит в число 50-ти лучших факультетов в своей области. В Университете приблизительно 100 различных институтов, факультетов, лабораторий, учебных центров и музеев.

## История
Копенгагенский университет был официально открыт 1 июня 1479 года, после того, как король Кристиан I получил одобрение от римского папы Сикста IV.
Сформированный по образцу немецких университетов, университет состоял из четырёх факультетов: факультета богословия, юридического факультета, а также медицинского и философского факультетов. Как это происходило и со всеми прочими средневековыми университетами, Университет Копенгагена был частью Католической церкви.
Реформация в 1536 году означала радикальную перемену в положении и роли Университета в датском обществе. Но с организационной точки зрения университет должен был оставаться учебным заведением по образцу средневековой модели, которая планировала деятельность университета далеко на будущее. И только в 1771 году Университет потерял свою собственную юрисдикцию. А во второй половине XX века, наконец, окончательно исчезает то, что называли «профессорской властью».
С 1479 по 2004 годы университет возглавляли ректор и Консистория. В 2004/2005 годах произошли значительные изменения в принципах управления Университетом: Консистория была заменена Советом управляющих.
Устав, принятый в 1788 году, установил сферу действий университета, таким образом поспособствовав постепенному превращению университета из классического европейского в современное научно-исследовательское учреждение.
В 1788 году университет имел преподавательский состав примерно из 20 постоянных преподавателей и 1000 студентов. К 1900 году преподавателей и студентов в Университете было, соответственно, уже 60 и 4000. В начале XXI века университет насчитывает 35 000 студентов и более 7000 преподавателей и служащих, благодаря чему является крупнейшим в Дании.

## Обучение
Шесть факультетов Университета предлагают студентам обучение по 200 программам, включающим гуманитарные науки, юриспруденцию, естественные науки, здравоохранение и теологию.
Копенгагенский университет предлагает обучение для получения ученой степени в самых разнообразных областях. Процесс получения степеней разделен на три уровня. После 3-х лет обучения по базовому университетскому курсу студент получает степень бакалавра, а ещё через 2 дополнительных года обучения — степень магистра. От этой модели отличается только процесс получения ученой степени в области теологии, медицины и зубоврачебного дела. Все степени магистра, полученные в Университете Копенгагена, дают возможность учащимся продолжить обучение в Университете ещё 3 года, чтобы получить степень доктора.
Для иностранных студентов Университет также предлагает много разнообразных курсов, преподавание на которых ведется на английском языке.

## Факультеты и учебные центры
- Факультет теологии
- Юридический факультет
- Факультет общественных наук

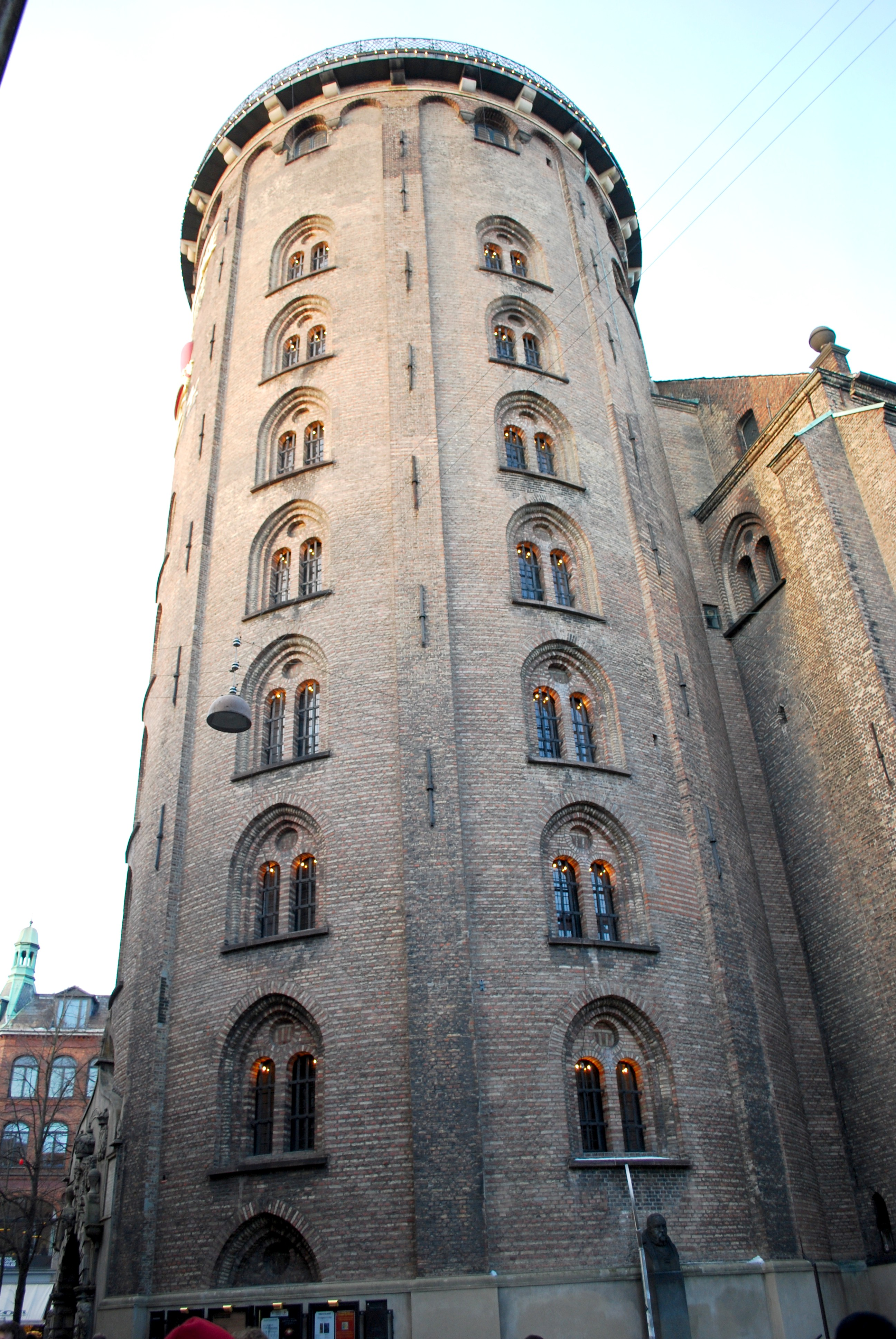
Круглая башня — одно из университетских зданий, построенных для нужд университета в приходе Троицкой церкви по указанию короля Кристиана IV в середине XVII века

- Факультет наук о здоровье человека
- Гуманитарный факультет
- Факультет естественных наук

В частности, факультет естественных наук включает в себя следующие отделения и учебные центры:
Отделения:
- Арктическая станция
- Отделение химии
- Отделение теории вычислительных машин и систем
- Институт геологии
- Институт биологии
- Институт физкультуры
- Институт географии
- Институт математических наук
- Институт молекулярной биологии и физиологии
- Музей естественной истории Дании:
  - Ботанический сад
  - Ботанический музей
  - Геологический музей
  - Зоологический музей
- Институт Нильса Бора (Институт теоретической астрономии, физики и геофизики)

Центры:
- Центр биоинформатики
- Центр планетарных наук
- Центр философии природы и научных исследований (CPNSS)
- Центр научного образования
- Центр общественной эволюции и симбиоза
- Центр нанонаук

Университет выбрал четыре приоритетных области исследований на период 2003—2007 годы:
- Биокампус. Исследования в сфере биотехнологий, этики, культуры и общественного поведения в области разработок биотехнологии и биомедицины.

- Тело и ум. Эта область исследований включает в себя изучение взаимосвязи между функциями мозга и сознательной умственной деятельности.

- Религия XXI-го века. В этой области проводятся исследования, как религия воздействует на общество и отдельных людей в настоящее время.

- Европа в переходный период. В этой области проводится изучение политических, экономических, законодательных и культурных изменений в Европе.

## Известные выпускники и преподаватели
- Карл Фердинанд Аллен — историк и археолог.
- Гаральд Людвиг Вестергор — датский математик, статистик, экономист и демограф.
- Арни Магнуссон — историк, осуществил первую в Северной Европе перепись населения.
- Петр Георг Банг — юрист, государственный деятель.
- Нильс Бор — один из создателей квантовой механики.
- Вигго Брёндаль — датский языковед.
- Петер-Олуф Брэндштед — датский археолог, ректор.
- Эрих Христиан Верлауф — историк, ректор.
- Нильс Геммингсен — философ.
- Могенс Глиструп — налоговый адвокат и политик.
- Карл Гоос — политик, профессор права, ректор университета.
- Ганс Кристиан Грам — бактериолог, разработчик метода окраски бактерий.
- Карл Адольф Гьеллеруп — лауреат Нобелевской премии по литературе (1917).
- Христиан Георг Натан Давид — экономист; министр финансов Дании.
- Карл Вернер — лингвист.
- Сёрен Кьеркегор — философ, протестантский теолог и писатель.
- Карл Георг Ланге — физиолог, психолог, философ, профессор анатомии.
- Йохан Николай Мадвиг — филолог, государственный деятель.
- Кирстин Мейер — первая датчанка с докторской степенью в области естественных наук (физика).
- Петер Людвиг Панум — медик, физиолог, ректор.
- Юлиус Петерсен — математик.
- Георг Свердруп — филолог.
- Йенс Скоу — химик, лауреат Нобелевской премии по химии за открытие Na+-K+-АТФазы.
- Кай Стрэнд — астроном.
- Петер Фридерик Сум — переводчик.
- Хелле Торнинг-Шмитт — государственный деятель, премьер-министр Дании (2011—2015).
- Метте Фредериксен — государственный деятель, премьер-министр Дании (2019—н.в.).
- Йоханнес Карстен Хаух (1790—1872) — писатель, доктор зоологии.
- Пит Хейн — учёный, писатель, изобретатель, художник и инженер.
- Генрих Шарлинг (1836—1920) — богослов и писатель.
- Ханс Эрберг (1920—2010) — лингвист-латинист.
- Кристиан Эрслев — учёный, историк, ректор.